# 崔昭矩
崔昭矩（？—？），字表謀，清河郡东武城县（今河北省衡水市故城县）人，出自清河崔氏定着六房之一的南祖崔氏乌水房。
其兄崔昭緯是朝廷命官。唐昭宗大順二年（891年）辛亥科狀元，主考官是裴贄。昭矩盛氣凌人，進士團主管官吏（所由）因故被他鞭笞。官至給事中。其兄昭緯為昭宗所殺。